# Olympiaschanze (St. Moritz)
Die Olympiaschanze war eine traditionsreiche Skisprungschanze im Schweizer Skiort St. Moritz oberhalb des Lej Marsch.

## Geschichte
Im Jahr 1905 wurde die sogenannte Julierschanze in St. Moritz gebaut. Diese wurde bis Mitte des 20. Jahrhunderts genutzt, ist inzwischen aber verfallen.
1926/27 wurde in Vorbereitung auf die Olympischen Spiele 1928 an anderer Stelle für 257.000 Franken die Olympiaschanze errichtet. Die Schanze hatte zunächst einen Konstruktionspunkt von 66 Metern. Am 20. Januar 1927 erfolgte die offizielle Einweihung. Die Zuschauerkapazität betrug zum Zeitpunkt der Winterspiele 8.000 Plätze. Wie schon vier Jahre zuvor in Chamonix gingen Gold und Silber nach Norwegen (Alf Andersen gewann vor Sigmund Ruud). Rudolf Burkert gewann als Dritter die erste Wintersportmedaille für die Tschechoslowakei.
1948 wurden zum zweiten Mal die Wettbewerbe der Olympischen Spiele auf der Schanze ausgetragen. Die Schanze hatte immer noch das Profil von 1928, jedoch wurde der Sprungrichterturm verlegt und erstmals – auf der gegenüberliegenden Seite – eine Pressetribüne errichtet. Mit Petter Hugsted gewann auch bei der fünften Auflage ein Norweger den Skisprungwettbewerb bei Olympischen Winterspielen. Zweiter wurde Altmeister Birger Ruud, der 1932 in Lake Placid und 1936 in Garmisch-Partenkirchen Gold errungen hatte, vor Thorleif Schjelderup, damit gingen nach 1924 und 1932 zum dritten Mal alle drei Medaillen nach Norwegen. Ab 1950 war die Olympiaschanze Teil eines internationalen Länderspringens, der sogenannten SSV-Springerwoche oder Schweizer Vierschanzentournee, mit Wettbewerben in Arosa, St. Moritz, Unterwasser und Le Locle.
In den folgenden Jahren wurde die Schanze einige Male ausgebaut und erweitert. Aufgrund der durch die Seehöhe von über 1800 Metern relativen Schneesicherheit wurde die Schanze von vielen Nationalmannschaften zum Schneetraining genutzt. Von Beginn des Skisprung-Weltcups bis 1992 wurden auf der Olympiaschanze Weltcupspringen ausgetragen. Als 1998 die Junioren-Weltmeisterschaften der nordischen Skisportler in St. Moritz ausgetragen wurden, fanden auf der Olympiaschanze die Springen der Spezialspringer und der Kombinierer statt. Grosse Tradition hatte auch das Weihnachtsspringen am 26. Dezember das in den letzten Jahren zum Continental Cup zählte und bis 2005 jährlich stattfand. Im Jahr 2006 wurde die Normalschanze stillgelegt, die Jugendschanzen werden jedoch weiter genutzt.
Im Sommer 2013 wurde bekannt, dass die Schanzenanlage bis Herbst 2015 neu erbaut werden sollte und man sich anschliessend um die Austragung von Weltcupspringen bewerben wollte. Bedingung war allerdings, dass bei einem Volksentscheid am 24. November 2013 die Mehrheit der St. Moritzer für den Neubau stimmte. Bei dem Volksentscheid stimmten 55 % der St. Moritzer für den Neubau.
Wegen massiver Kostenüberschreitungen wurde im Sommer 2015 der Bau der neuen Schanze gestoppt. Zunächst wurde geplant, im Juni 2016 das Stimmvolk von St. Moritz über einen Nachtragskredit von 8,39 Millionen Franken entscheiden zu lassen, womit die Schanze insgesamt gegen 20 Millionen Franken gekostet hätte. Der Zusatzkredit wurde am 25. September 2016 in einer kommunalen Volksabstimmung mit 278 zu 1093 Stimmen deutlich abgelehnt, so dass es in absehbarer Zeit zu keinem Wiederaufbau kommen wird.

## Internationale Wettbewerbe
Genannt werden alle von der FIS organisierten Sprungwettbewerbe.
| Datum             | Kategorie       | Schanze | 1. Platz                                                          | 2. Platz                                                                | 3. Platz                                                            |
| ----------------- | --------------- | ------- | ----------------------------------------------------------------- | ----------------------------------------------------------------------- | ------------------------------------------------------------------- |
| 11. Februar 1928  | Olympia         | K90     | Alf Andersen                                                      | Sigmund Ruud                                                            | Rudolf Burkert                                                      |
| 7. Februar 1948   | Olympia         | K90     | Peter Hugsted                                                     | Birger Ruud                                                             | Thorleif Schjelderup                                                |
| 27. Februar 1980  | Weltcup         | K90     | Roger Ruud                                                        | Johan Sætre                                                             | Robert Mösching                                                     |
| 21. Januar 1981   | Weltcup         | K90     | Hubert Neuper                                                     | Roger Ruud                                                              | Armin Kogler                                                        |
| 27. Januar 1982   | Weltcup         | K90     | Armin Kogler                                                      | Josef Samek                                                             | Hansjörg Sumi                                                       |
| 26. Januar 1983   | Weltcup         | K90     | Horst Bulau                                                       | Per Bergerud                                                            | Pentti Kokkonen                                                     |
| 13. Februar 1985  | Weltcup         | K90     | Ernst Vettori                                                     | Matti Nykänen                                                           | Jens Weißflog                                                       |
| 19. Februar 1986  | Weltcup         | K90     | Rolf Åge Berg                                                     | Andreas Felder                                                          | Miran Tepeš                                                         |
| 20. Januar 1988   | Weltcup         | K90     | Matti Nykänen                                                     | Erik Johnsen                                                            | Remo Lederer                                                        |
| 7. Februar 1990   | Weltcup         | K90     | František Jež                                                     | Heinz Kuttin                                                            | Ernst Vettori                                                       |
| 17. Januar 1992   | Weltcup         | K90     | Andreas Felder                                                    | Werner Rathmayr                                                         | Martin Höllwarth                                                    |
| 21. Januar 1998   | Junioren-WM     | K95     | Wolfgang Loitzl                                                   | Kazuhiro Nakamura                                                       | Matti Hautamäki                                                     |
| 22. Januar 1998   | Junioren-WM     | K95     | DeutschlandFrank Löffler Georg Späth Stefan Pieper Michael Wagner | JapanHomare Kishimoto Keita Umezaki Kazuki Nishishita Kazuhiro Nakamura | FinnlandPekka Salminen Hannu Alakunnas Jani Mylläri Matti Hautamäki |
| 26. Dezember 1998 | Continental Cup | K95     | Sylvain Freiholz                                                  | Marius Småriset                                                         | Marco Steinauer                                                     |
| 26. Dezember 1999 | Continental Cup | K95     | abgesagt                                                          | abgesagt                                                                | abgesagt                                                            |
| 26. Dezember 2000 | Continental Cup | K95     | Peter Žonta                                                       | Christoph Grillhösl                                                     | Manuel Fettner                                                      |
| 26. Dezember 2001 | Continental Cup | K95     | Teppei Takano                                                     | Hiroki Yamada                                                           | Blaž Vrhovnik                                                       |
| 26. Dezember 2002 | Continental Cup | K95     | Bastian Kaltenböck                                                | Stefan Thurnbichler                                                     | Stefan Kaiser                                                       |
| 14. Dezember 2003 | FIS-Rennen      | K95     | Nicolas Fettner                                                   | Simon Ammann                                                            | Manuel Fettner                                                      |
| 26. Dezember 2003 | Continental Cup | K95     | Christian Nagiller                                                | Jernej Damjan                                                           | Balthasar Schneider                                                 |
| 19. März 2004     | FIS-Rennen      | K95     | Monika Pogladič                                                   | Ulrike Gräßler                                                          | Maja Vtič                                                           |
| 20. März 2004     | FIS-Rennen      | K95     | Mark Krauspenhaar                                                 | Thomas Thurnbichler                                                     | Christoph Lenz                                                      |
| 20. März 2004     | FIS-Rennen      | K95     | Monika Pogladič                                                   | Maja Vtič                                                               | Ulrike Gräßler                                                      |
| 21. März 2004     | FIS-Rennen      | K95     | Thomas Thurnbichler                                               | Jurij Tepeš                                                             | Mark Krauspenhaar                                                   |
| 26. Dezember 2004 | Continental Cup | HS100   | Dmitri Wassiljew                                                  | Emmanuel Chedal                                                         | Kamil Stoch                                                         |
| 26. November 2005 | FIS-Cup         | HS100   | Rafał Śliż                                                        | Kenshirō Itō                                                            | Tomasz Pochwała                                                     |
| 27. November 2005 | FIS-Cup         | HS100   | Rafał Śliż                                                        | Kenshirō Itō                                                            | Wojciech Skupień                                                    |
| 26. Dezember 2005 | Continental Cup | HS100   | Borek Sedlák                                                      | Masahiko Harada                                                         | Rok Urbanc                                                          |

## Schanze

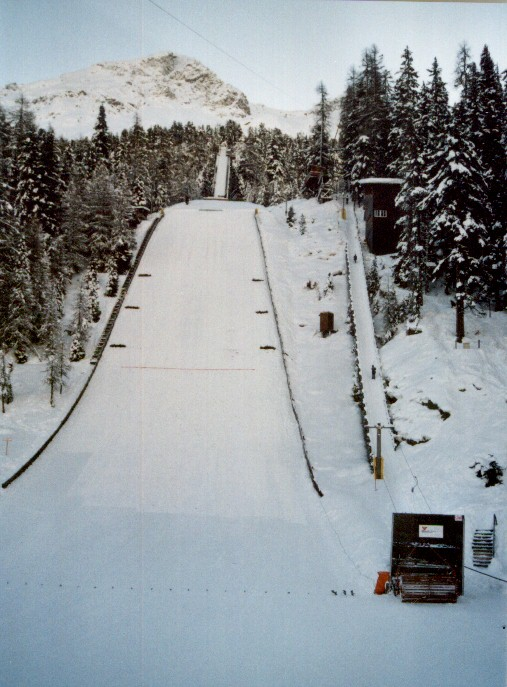

Weltcup-Bewerbe wurden auf der Olympiaschanze bis 1992 ausgetragen. Die letzte internationale Veranstaltung war ein Continental-Cup-Springen am 26. Dezember 2005, das der Tscheche Borek Sedlák für sich entscheiden konnte.
Nachwuchswettbewerbe wie der FIS-Cup machten regelmässig hier Station, im Jahr 1998 fand die Junioren-Weltmeisterschaft in St. Moritz statt. Wolfgang Loitzl aus Österreich wurde Junioren-Weltmeister. Den Teambewerb entschied Deutschland für sich.

### Technische Daten
| Olympiaschanze                  | Olympiaschanze |
| Schanzentisch                   | Schanzentisch  |
| ------------------------------- | -------------- |
| Neigung des Schanzentisches (α) | 11,0°          |
| Aufsprung                       |                |
| Hillsize                        | 100 m          |
| Konstruktionspunkt              | 95 m           |
| K-Punkt Neigungswinkel (β)      | 36,4°          |

### Schanzenrekord
- 105,5 m –  Thomas Thurnbichler, 21. März 2004

## Weitere Schanzen
- Falcunschanze (K61)
- Speretschanze (K38)
- Kinderschanze (K15)

Keine der Schanzen ist mit Matten belegt.